# Capo Colbeck
Capo Colbeck è un promontorio coperto di ghiaccio situato nella parte nord-orientale della penisola di Edoardo VII, in Antartide. Sito in particolare tra il ghiacciaio Hamilton e il ghiacciaio Withrow, il promontorio è considerato il confine occidentale della Terra di Marie Byrd e il punto di confine tra la costa di Saunders, a est, e la costa di Shirase, a ovest.

## Storia
Capo Colbeck è stato scoperto nel gennaio 1902, durante la spedizione Discovery, comandata da Robert Falcon Scott e condotta dal 1901 al 1904, ed è stato poi così battezzato in onore del capitano William Colbeck, della riserva navale britannica, che comandò la SY Morning, ossia la nave di soccorso di Scott durante la sopraccitata spedizione.